# Облога Ясної Гори

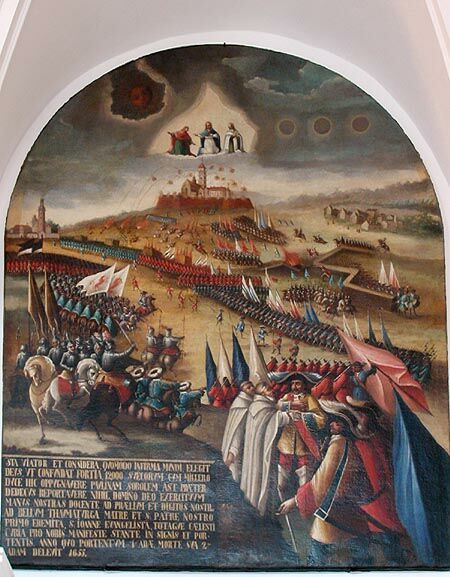
Облога Ясної Гори, картина з монастирської майстерні

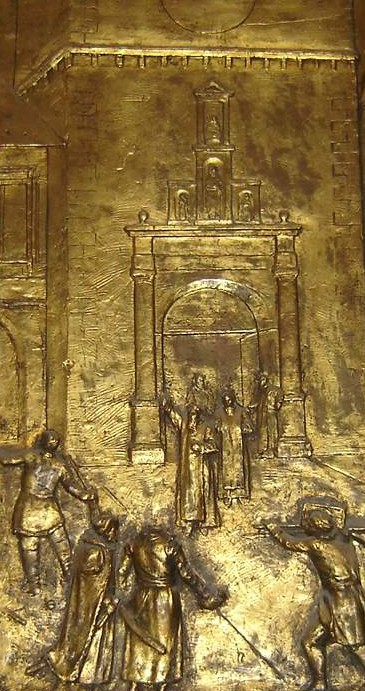
Оборона Ясної Гори 1655 р., рельєф ХІХ ст. з вестибюлю Лицарської зали.

Облога Ясної Гори (пол. Oblężenie Jasnej Góry; швед. Belägringen av Jasna Góra) облога шведськими військами Ясногірського монастиря в період шведського потопу між 18 листопада та 27 грудня 1655 року. Облога, що тривала більше місяця, виявилася безрезультатною завдяки стійкості ченців монастиря і за підтримки місцевих добровольців, в основному з шляхетської (польської знаті), що відбили атаки німецьких найманців, найнятих Швецією.

## Передісторія
1650-ті роки ознаменували кінець золотого віку Польщі, коли її виснажила серія воєн: повстання Хмельницького та Російсько-польська війна 1654—1667 років. У 1655 році шведи вирішили скористатися слабкістю Речі Посполитої і знову розпочали польсько-шведську війну. Шведські війська швидко захопили значну частину території Речі Посполитої. Наприкінці 1655 року польський король Ян II Казимир сховався у Габсбурзькій Сілезії. Незважаючи на це, польські війська були ще не розгромлені, і шведи вирішили убезпечити кордон із Сілезією, захопивши Ясногірський монастир — важливу фортецю, відому своїм багатствам.
Підготовку до облоги монахи розпочали 6 серпня. Передбачаючи можливість облоги, вони придбали 60 мушкетів для посилення артилерії, яка налічувала 24 гармати, в тому числі 12 важких гармат. Три роки тому вони вже посилили гарнізон до 160 солдатів, як того вимагала постанова парламенту. Настоятель Августин Кордецький, який очолював католицький монастир на Ясній Горі у місті Ченстохова, вирішив 7 листопада надіслати листа Карлу Густаву, закликаючи шведського короля звернути увагу на безпеку монастиря, а також звернутися за допомогою до Яна Казимира і польських військових. У своєму листуванні Кордецький удавав покірність і слабкість монастиря, водночас рішуче відмовляючись впустити шведів. Кордецький отримав від шведів залізного листа, або так звану «сальваґарду», яка гарантувала безпеку фортеці. Незважаючи на це, шведам не повірили, і 7 листопада 1655 року чудотворну ікону та її найцінніші коштовності перевезли до Любліньця, а потім до монастиря паулінів у Мохуві біля Глогувека, а копію розмістили в каплиці. Незважаючи на попередні обіцянки, шведи вимагали впустити їхній гарнізон до фортеці (приводом було убезпечення кордону Сілезії), але монахи рішуче відмовилися. Вже 8 листопада шведи спробували захопити монастир і святиню зненацька. З цією метою прибув граф Ян Вейгард Вжесович на чолі загону з 200 вершників, але після відмови монахів наступного дня виїхав до Велюня.
Тоді шведський командир, генерал Бурхард фон Мюллер, на чолі 2250 солдатів (1800 кавалеристів, 100 драгун, 300 піхотинців і 50 артилеристів) з 10 гарматами вирішив розпочати облогу.. Серед цих сил був польський підрозділ полковника Вацлава Садовського чисельністю 600 осіб.
На момент початку облоги гарнізон фортеці Ясна Гора нараховував 250 осіб, після того як був посилений місцевою шляхтою.

## Облога
Облога розпочалася 18 листопада. Шведи мали чисельну перевагу, але поступалися артилерією. Тому 22 листопада Мюллер надіслав листа Карлу Густаву, в якому просив важкі гармати. У ніч на 25 листопада обложені на чолі з Пьотром Чарнецьким (див. Чарнецькі гербу Лодзя) організували вилазку з фортеці, під час якої знищили дві шведські гармати та їхню команду артилеристів. Потім відбулися переговори, під час яких шведи ув'язнили двох монахів, посланих до них як послів. Щоб звільнити їх, Кордецький пообіцяв угоду, що й відбулося. Після звільнення монахів відбулися переговори, але настоятель Кордецький рішуче відкинув вимоги здати фортецю.
Наприкінці листопада шведи отримали підкріплення у вигляді 600 солдатів із 3 гарматами. Була висунута ще одна вимога про капітуляцію, яку, як і попередню, Кордецький відхилив. Відомості про невдоволення польських військ на шведській службі яку передав захисникам Пьотр Сладковський, підкоморій Равський, ненавмисно засланий шведами, зміцнила волю до оборони монастиря. Монахи дозволили полякам, чиї війська були на боці шведів, але не брали безпосередньої участі в облозі (окрім допоміжних робіт), відвідувати богослужіння. Один із вояків, що служив під польськими прапорами, був татарином, який застерігав захисників не здавати «святу фортецю нечистим і віроломним людям».
Фортеця була обстріляна, але легкі гармати шведів не могли завдати шкоди обложеним. Лише 10 грудня облогова артилерія дійшла до Ясної Гори. Вона складалася з двох 24-фунтових та чотирьох 12-фунтових гармат, разом з якими прийшли 2 роти (200 німецьких найманців) з польського полку полковника Фромхолда Вольфа, які були переведені на шведську службу. Після прибуття важких гармат інтенсивність обстрілу фортеці зросла, але шведам довелося припинити обстріл через нестачу боєприпасів. Під час обстрілу були частково зруйновані стіни з північного боку і в районі бастіону Святої Трійці. Незважаючи на це, період перестрілки був не дуже сприятливим для шведів, оскільки монастирська артилерія завдала обложникам великих втрат. Запеклий та ефективний опір фортеці здивував загарбників, які до того звикли до легких успіхів.
Максимальна чисельність у цей період шведської облогової армії налічували 3200 солдатів (включаючи 2400 найманих німецьких вояків і 800 польських кіннотників, які ще залишалися вірними шведському королю) та 17 гармат.
У відповідь на завдану шкоду поляки 14 грудня зруйнували один з редутів разом з напівкартушем. Шведи почали обстрілювати південну куртину і рити тунель. 20 грудня (удень близько 13:00) поляки на чолі з Яном Замойським здійснили зухвалу вилазку з фортеці, під час якої підбили дві гармати та вбили олькуських шахтарів, які копали тунель. 24 грудня Кордецький відхилив чергову вимогу здати фортецю, тому наступного дня шведи знову обстріляли монастир з півночі. Обстріл був настільки інтенсивним, що у шведів розірвалася облогова гармата.
Бурхард Мюллер отримав наказ від короля вирушити до Пруссії та підтримати там облогову війну. Оскільки обстріл не приніс очікуваних результатів, Мюллер зрозумів, що захопити фортецю Ясна Гура йому не вдасться. Щоб зберегти обличчя, у наступному листі він вимагав 60 000 талерів, на що Кордецький відповів, що заплатив би на початку облоги, але зараз не міг, бо шведські війська завдали занадто великих руйнувань. 27 грудня шведи зняли облогу.
Монастир був добре підготовлений до облоги (у монастирській бібліотеці зберігся список закупівель зброї, здійснених переважно в Нижній Сілезії). Хід облоги показав перевагу монастирської артилерії над артилерією шведського корпусу, що облягав фортецю. Польські партизани ставали все більш неприємними для шведських військ, які облягали, оскільки тривала облога привела польські війська до Ченстохови, щоб допомогти монастирю. Найсильніший з підрозділів під командуванням Кшиштофа Яна Жегоцького прибув на місце після закінчення облоги. Так само запізнився організатор партизанів на Живецькому краю Станіслав Кулеша та інші селянські та горянські загони.

## Наслідки
У грудні 1655 року війна перестала мати чітко виражений оборонний характер. Горяни відбили у шведів Новий Сонч. 29 грудня, дізнавшись про переможну оборону Ясної Гори, було створено Тишовецьку конфедерацію проти шведів, під час якої в акті конфедерації з обуренням згадувалося про облогу монастиря. У грудні Януш Радзивілл, який був союзником шведів, зазнав поразки на Підляшші і помер 31 грудня в обложеному Тикоцині.
Король Ян Казимир вирушив наприкінці 1655 року з Глогувека і через Ратибор, Цешин, Подолинець (де 1 січня 1656 року він зустрівся з великим маршалком коронним Єжи Себастьяном Любомирським) дістався Львова, де 1 квітня 1656 року склав обітницю в катедральному соборі, обравши Божу Матір Ченстоховську своєю покровителькою і королевою Польщі. Важливість оборони та масштаби облоги підкреслив пріор Августин Кордецький у своїй «Nowa Gigantomachia», опублікованій під час потопу в 1658 році, і відтоді вона почала широко використовуватися в пропаганді проти шведського панування, поряд з працею «Obsido Claris Montis Częstochoviensis» Станіслава Кобєжицького, опублікованою в 1659 році.

## Облога в літературі
Образ облоги згадав і записав Генрик Сенкевич у «Потопі». Однак він вніс зміни до роману, омолодивши Пйотра Чарнецького, збільшивши перевагу шведів, ввівши образ Анджея Кміціца, чий прототип фактично перебував у той час на Підляшші, ввівши в роман кулеврину і метод її знищення.

## Вшанування пам'яті
Битва під Ясною Горою після 1990 року була вшанована на Могилі Невідомого Солдата у Варшаві написом на одній з меморіальних дощок: «JASNA GÓRA 18 XI — 26 XII 1655».